# Kruhlica (przystanek kolejowy)
Kruhlica (biał. Кругліца; ros. Круглица) – przystanek kolejowy w pobliżu miejscowości Kruhlica, w rejonie czaśnickim, w obwodzie witebskim, na Białorusi. Położony jest na linii Orsza - Lepel.